# Sievernich
Sievernich is een plaats in de Duitse gemeente Vettweiß, deelstaat Noordrijn-Westfalen, en telt 424 inwoners (2007)